# 韋洸
韋 洸（い こう、? - 590年）は、北周から隋にかけての軍人。字は世穆。本貫は京兆郡杜陵県。韋世康の弟。

## 経歴
韋敻の子として生まれた。北周に仕えて、直寝上士を初任とした。征戦にしばしば従軍して、開府儀同三司に累進し、衛国県公の爵位を受けた。580年、楊堅が北周の丞相となると、叔父の韋孝寛の下で尉遅迥を相州に討ち、功績により柱国の位を受け、襄陽郡公に進んだ。突厥が隋の北辺に侵入し、皇太子楊勇が咸陽に駐屯すると、韋洸は兵を率いて原州道に出て、突厥と会戦して撃破した。まもなく江陵総管に任ぜられた。しばらくして母の病のため呼び戻された。安州総管に転じた。
南朝陳に対する征戦で、行軍総管を兼ねた。589年、江州総管となり2万の兵を率いて、九江を平定した。南朝陳の豫章郡太守の徐璒が隋と南朝陳とのあいだで両端を持しており、韋洸は開府の呂昂と長史の馮世基に命じて豫章に進軍させた。城下に到着すると、徐璒は偽って降伏してきたが、その夜に部下2000人を率いて呂昂を襲撃した。呂昂は馮世基と合流して徐璒を討ち、徐璒を捕らえた。高涼郡の洗夫人が韋洸を迎えたので、韋洸は嶺南に進軍した。広州で南朝陳の都督渝州諸軍事の王猛を説得して下し、嶺表を平定した。南方の24州を統轄して、広州総管に任ぜられた。
590年、番禺の少数民族の王仲宣が反抗し、兵を率いて韋洸を包囲した。韋洸は流れ矢にあたって戦没した。上柱国の位を追贈された。諡は敬といった。
子の韋協が後を嗣いだ。

## 伝記資料
- 『隋書』巻47 列伝第12
- 『北史』巻64 列伝第52